# Voděrady (ort i Tjeckien, Pardubice)
Voděrady är en ort i Tjeckien.   Den ligger i regionen Pardubice, i den östra delen av landet, 130 km öster om huvudstaden Prag. Voděrady ligger 378 meter över havet och antalet invånare är 322.
Terrängen runt Voděrady är platt västerut, men österut är den kuperad. Terrängen runt Voděrady sluttar västerut. Runt Voděrady är det ganska tätbefolkat, med 80 invånare per kvadratkilometer. Närmaste större samhälle är Česká Třebová, 12,4 km öster om Voděrady. Trakten runt Voděrady består till största delen av jordbruksmark.